# Kuppur, Tumkur
Kuppur là một làng thuộc tehsil Tumkur, huyện Tumkur, bang Karnataka, Ấn Độ.